# Abderrezak Ibn Hamadouche el-Djazaïri
Abderrezak Ibn Hamadouche el-Djazaïri (en arabe : عبد الرزاق بن حمادوش الجزائري) est un médecin et scientifique algérien du XVIIIe siècle, connu pour son œuvre Kashf ar-Rumūz (« Révélation des énigmes »), qui est une pharmacopée regroupant des plantes médicinales et leurs méthodes d'utilisation. Ce livre a connu un grand succès en Algérie et dans tout le Maghreb, et a influencé la médecine locale. On considère qu'il est le dernier grand représentant de la médecine arabe.

## Biographie
Abderrezak Ibn Hamadouche est né en 1695 à Alger au sein d'une famille de tanneurs, Il reçoit une éducation religieuse typique de l'époque mais se distingue de ces contomporains par l'intérêt qu'il porte aux sciences naturelles, alors que les études islamiques et littéraires étaient privilégiées. Il developpe un penchant pour les écrits des scientitifque arabes et grecs, tels qu'Euclide, Galien, al-Qalasadi et Avicenne, entre autres. Il est aussi influencé par divers traités des médecins arabes XVIe siècle Dawud al-Antaki et Ibn al-Baitar.
Ses connaissances sont également renforcées pas les multiples voyages qu'il entame a travers le monde musulman, notamment au Caire lors de son Hajj, vers l'an 1718, et au Maroc en 1732 et 1743.

## Œuvres

### Révélation des énigmes dans l'exposition des drogues et des plantes
Kashf ar-Rumūz fī Sharḥ al-`Aqāqīr wa al-A`ashāb (« Révélation des énigmes dans l'exposition des drogues et des plantes ») est l'œuvre principale d'Abderrezak, qu'il écrit au milieu du XVIIIe. Après une définition et une brève description, le livre donne les qualités élémentaires, les propriétés générales, les propriétés spéciales et les usages particuliers de chaque drogue avec le dosage et les substituts. Son travail est précédé d'une introduction sur les propriétés générales des drogues et les méthodes de conservation. Le livre décrit plus de 987 drogues et substances, classés par ordre alphabétique, souvent avec des noms locaux utilisés dans l'arabe algérien ou le bèrbère.

### Lisān al-Maqāl fi an-Naba' `an an-Nasab wa al-Ḥasab wa al-Ḥāl
Dit ar-Riḥla (« Le voyage »), ce livre qui est principalement un récit de voyage et une autobiographie, contient aussi des témoignages des évènements qui se passaient durant la vie d'Abderrezak el-Djazaïri.

### Correction du tempérament selon les règles du traitement
Écrit en 1748, Ta`adil al-Mizaj Bisababi Qawanin al-`Ilaj (« Correction du tempérament selon les règles du traitement ») est un livre qui traite des fonctions génitales, de leurs troubles et de leur traitement.

### Autres œuvres
Le manuscrit de la bibliothèque nationale d'Algérie a le sous-titre suivant encré en rouge : 

« Quatrième volume du livre sur les médecines simples, description de leur nom - Œuvre du respectable Abderrezak Muhammed al-Jazaïri (Que Dieu lui accorde missericorde, lui accorde son pardon et lui donne accès aux plus hauts degrés) »

 Ce qui laisse entendre que le livre Révélation des énigmes dans l'exposition des drogues et des plantes n'est qu'une petite partie de l'œuvre complète d'Abderrezak el-Djazaïri.

## Référencement